# Gaivota-de-cabeça-cinza

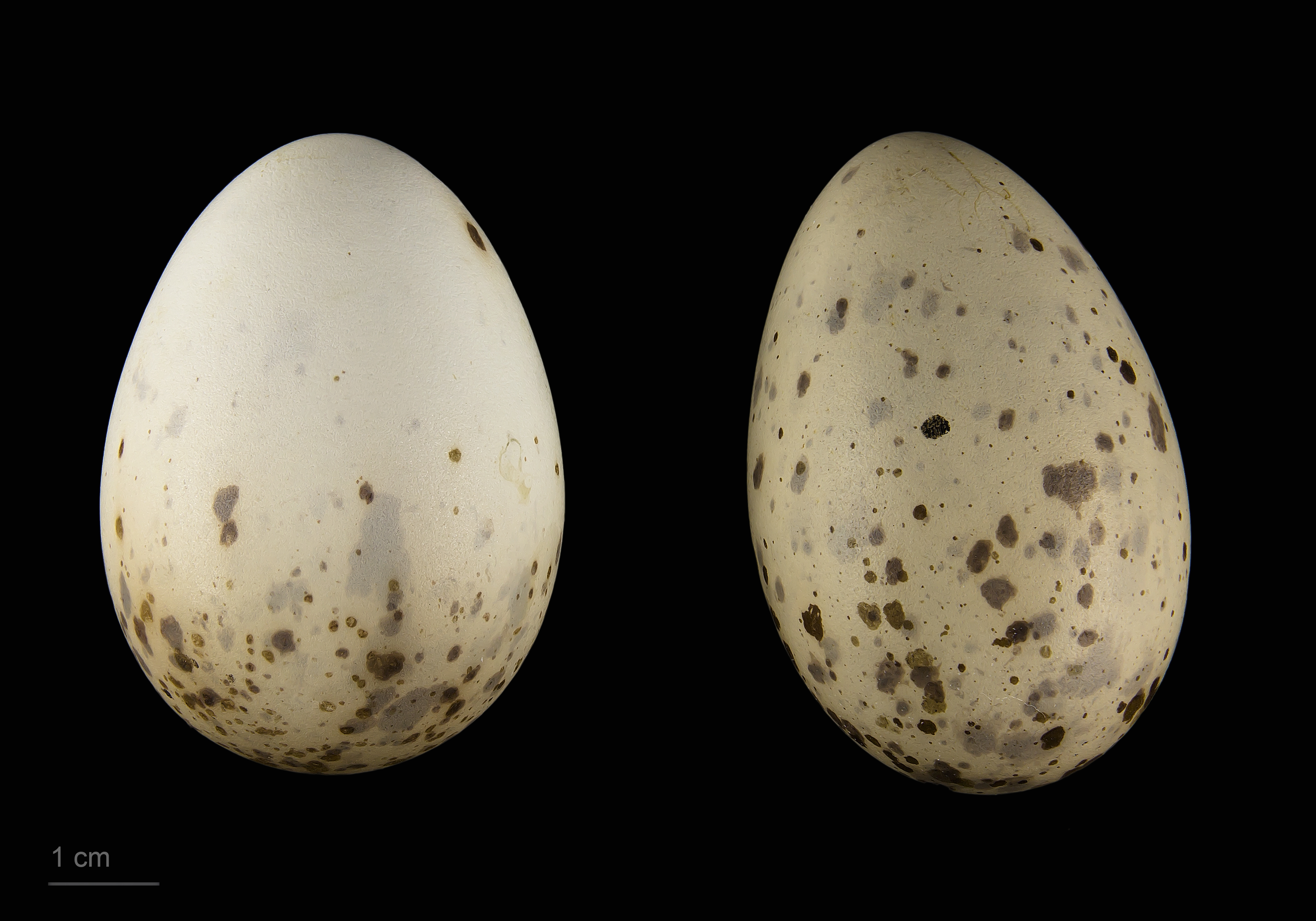
Chroicocephalus cirrocephalus - MHNT

Gaivota-de-cabeça-cinzenta ou gaivota-de-cabeça-cinza (Chroicocephalus cirrocephalus) é uma espécie de ave marinha que pertence à família dos larídeos e que se reproduz na África e na América do Sul.

## Subespécies
São reconhecidas duas subespécies:
- Chroicocephalus cirrocephalus cirrocephalus Vieillot, 1818 – ocorre na região costeira do Equador e Peru; no litoral do Brasil até a Argentina e para o interior através das bacias dos rios Paraguai e Paraná.
- Chroicocephalus cirrocephalus poiocephalus Swainson, 1837 – ocorre na costa e nos rios interiores do oeste do continente africano. Desde o Sudão e Etiópia, incluindo o vale do Rift até a África do Sul e Madagascar. Apresenta-se dispersa por toda a África subsaariana.